# Basílica de Santo Eustáquio
Sant'Eustachio ou Basílica de Santo Eustáquio é uma igreja titular e basílica menor em Roma, dedicada ao mártir Santo Eustáquio. Está localizada no cruzamento da Via di Sant'Eustachio, no rione Sant'Eustachio, a um quarteirão do Panteão com a Via della Rotonda.
O cardeal-diácono da diaconia de Santo Eustáquio é Sergio Sebastiani, prefeito dos Assuntos Econômicos da Santa Sé.

## História
Sant'Eustachio foi construída no século VIII ou antes. Ela já aparecia nos registros como uma diaconia no final do pontificado do papa Gregório II (r. 715–731). Em alguns documentos dos séculos X e XI, é chamada de "in platana" (entre as árvores), uma referência às árvores plantadas no jardim do mártir Eustáquio, onde o imperador Constantino I já havia construído um oratório. Era conhecida também como "ad Pantheon in regione nona e iuxta templum Agrippae" ("no Panteão, na nona região e perto do Templo de Agripa").
A igreja foi restaurada e ganhou um novo campanário no final do século XII, no pontificado do papa Celestino III (r. 1191–1198), que também depositou ali as relíquias do mártir. No século XVI, era um dos lugares preferidos de São Filipe Néri. Nos séculos XVII e XVIII, foi quase totalmente reconstruída (apenas o campanário permaneceu da estrutura original) por diversos arquitetos: Cesare Corvara e Giovanni Battista Contini (1641–1723), que acrescentaram capelas e um pórtico, Antonio Canevari (1681–1750), Nicola Salvi (1697–1751) e, finalmente, a partir de 1728, Giovanni Domenico Navone. O novo altar-mor, em bronze e mármore multicolorido, foi acrescentado por Nicola Salvi em 1739 e, dez anos depois, Ferdinando Fuga colocou sobre ele um baldaquino. O coro e a sacristia são obras de Giovanni Moscati (projeto de Canevari). A igreja toda revela um estilo barroco italiano.
Sant'Eustachio foi elevada a basílica menor em 1918.

## Fachada
A fachada foi construída sob a direção de Cesare Corvara (m. 1703) com a colaboração de outros arquitetos. Ela esta dividida em duas seções, com a inferior adiantada em relação à superior. A seção inferior tem quatro pilastras e duas colunas, todas com capiteis jônicos gravados com pequenas cabeças de veado. As espirais das volutas estão ligadas por pequenas coroas de louro. À direita da fachada, uma placa relembra a enchente do Tibre em 1495, cujas águas subiram até a basílica.
A seção superior está dividida por quatro pilastras de cada lado de uma grande voluta. No meio está uma grande janela de cornija arqueada ladeada por um nicho decorado com conchas de cada lado. Acima está um pedimento triangular com uma janela circular no meio rodeada por palmas e encimada por uma coroa. No cimo do pedimento está uma cabeça de veado com uma cruz entre a galhada, obra do escultor Paolo Morelli (m. 1719), uma referência à lenda de Santo Estáquio.
Um portão de ferro, obra de Contini, fecha o pórtico.
O campanário quadrado românico está situado na parte traseira esquerda da igreja. Sua construção iniciou-se em 1196, durante o pontificado de Celestino III. É provável que a parte superior seja do final do século XII e a base, um pouco mais antiga, provavelmente do final do século XI.

## Interior
O interior de Sant'Eustachio tem uma planta cruciforme e uma única nave. Sua construção revela um barroco maduro e foi supervisionada pelos arquitetos Cesare Corvara e Antonio Canevari. A nave é marcada por três pilastras apoiadas em bases robustas de cada lado, de mármore branco canelado e encimadas por capiteis compósitos.
A abóbada de cruzaria está decorada com flores e folhas sobre uma camada de estuque. O cruzeiro está encimado por uma cúpula com uma representação do Espírito Santo no ápice.
O altar-mor foi encomendado pelo cardeal Nereo Corsini ao arquiteto Nicola Salvi, que produziu uma síntese muito elegante e refinada de mármore e metal dourado. No alto do altar está uma urna em rosso antico, a preciosa pedra dos romanos antigos, que abriga as relíquias de Santo Eustáquio. A peça-de-altar foi pintada em 1727 por Francesco Ferdinandi (1679–1740), dito "l'Imperiali". Ela representa o martírio de Santo Eustáquio e sua família, que foram cozidos vivos dentro de uma estátua de bronze de um touro em 118. O baldaquino de madeira dourada (c. 1746) sobre o altar-mor é atribuído a Ferdinando Fuga (1699–1781).
A parte traseira da igreja é quase completamente recoberta pelo grande órgão de Johann Conrad Werle (1767). A balaustrada dourada e a frente em madeira do órgão foram executadas em estilo Rococó por Bernardino Mammucari, Francesco Michetti e Carlo Pacilli. Sobre o instrumento está um vitral de uma "Madalena Arrependida" realizado na década final do século XIX por Gabriel e Louis Gesta di Tolosa.
O púlpito, em mármore multicolorido é de 1937.

### Capelas

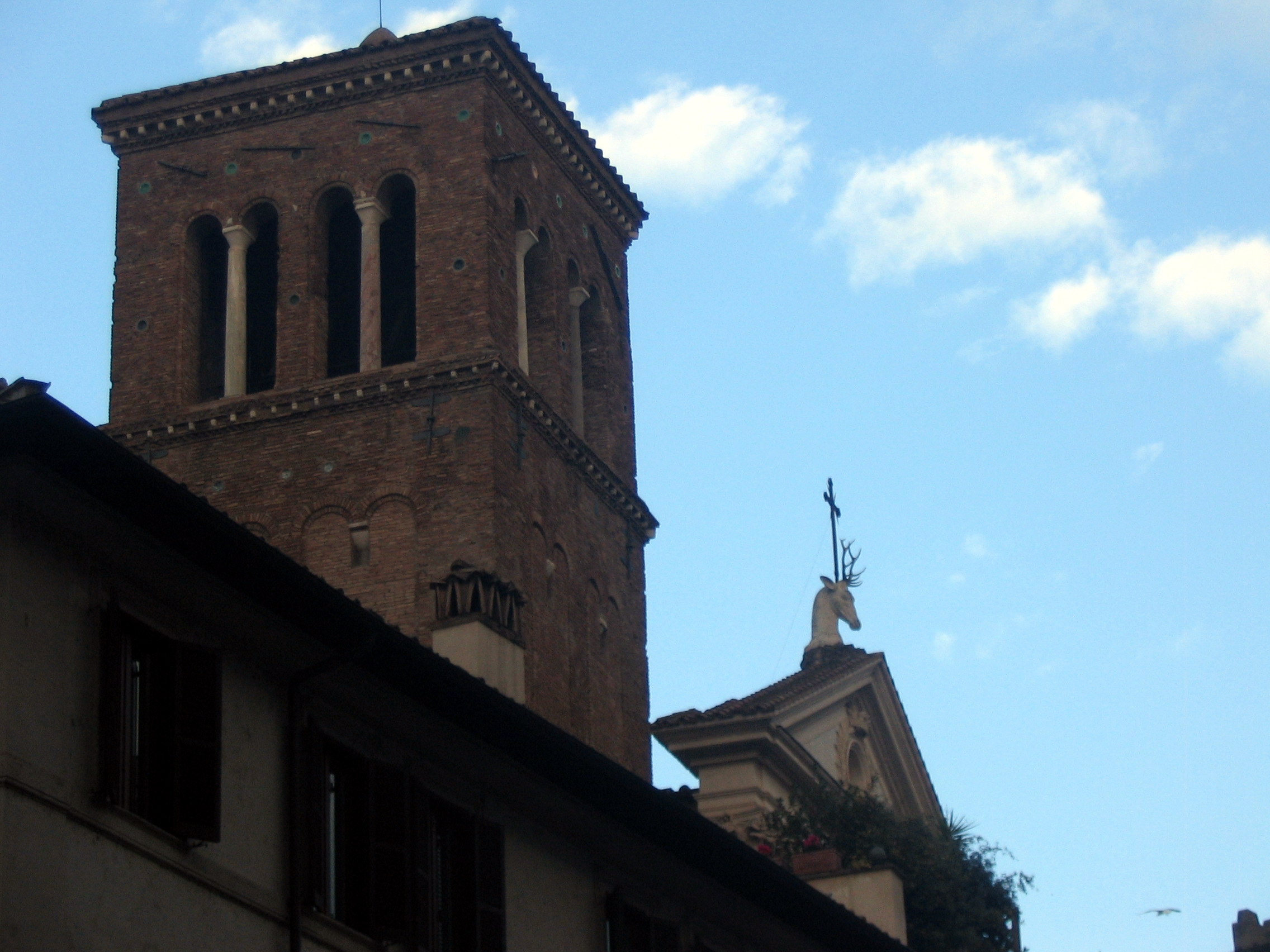
Campanário românico, a única porção medieval remanescente em Sant'Eustachio.

#### Lado direito
A primeira capela do lado direito, a "Capela da Sagrada Família", é de 1854. A peça-de-altar é de Pietro Gagliardi (1809–1890) e representa a Sagrada Família em Jerusalém. Na parede direita está um monumento funerário em mármore branco com o busto de Luigi Greppi (m. 1673), um ilustre membro da Confraternidade do Santíssimo Sacramento. Do lado esquerdo está uma pequena estátua de São Raimundo Nonato, que, de acordo com sua hagiografia, foi nomeado cardeal-diácono de Sant' Eustachio pelo papa Gregório X em 1239, mas morreu a caminho de Roma. Em seguida vem a "Capela da Anunciação", terminada em 1874. Sobre o altar do século XVII estão duas colunas de breccia coralina que suportam um pendículo quebrado com um baixo-relevo em estuque representando a Madona com o Menino. A peça-de-altar é de Ottavio Leoni (1578–1630) e representa a Anunciação. A "Capela do Sagrado Coração" é a terceira e foi restaurada entre 1934 e 1937 por Corrado Mezzana (1890–1952), que acrescentou uma peça-de-altar representando o Sagrado Coração de Jesus, uma "Última Ceia na parede esquerda e um "Cristo na Cruz e São Longino atravessando seu Coração" do direito.
O braço direito do transepto abriga pinturas de Giacomo Zoboli (1682–1751) de 1737. Na parede esquerda está uma grande pintura de "São Jerônimo" e no fundo, uma "Visitação". Os grandes confessionários de madeira são obras de Corrado Mezzana.

#### Lado esquerdo
A primeira capela do lado esquerdo é o batistério. O vitral representa o "Batismo de Jesus". A pia batismal é do século XVI. Em seguida está a "Capela de São Juliano Hospitalário", reformada em 1706. A peça-de-altar é de Biagio Puccini (1675–1721) e mostra o santo curando um leproso e recebendo um velho peregrino. O afresco no teto representa "O Pai Eterno". Depois vem a "Capela do Arcanjo Miguel", a maior capela da igreja, finalizada entre 1716 e 1719 por Alessandro Speroni. A peça-de-altar (1818), de Giovanni Bigatti, é uma dramática versão de "Miguel Arcanjo triunfando sobre Satã". Perto do altar estão duas outras pinturas: "São Raimundo Nonato" e Santa Francisca Romana". Na parede da esquerda está o monumento funerário de Teresa Tognoli Canale (m. 1807) e na direita, o de Lorenzo Ottoni (1658–1736), de Silvio Cavalleri (m. 1717), secretário particular dos papas Inocêncio XII e Clemente XI. A última capela é a a "Capela do Imaculado Coração de Maria", reformada a partir de 1771 pelo arquiteto Melchiorre Passalacqua e, a partir de 1800, pelo escultor Agostino Penna. Perto do altar estão duas colunas de mármore em verde antico que suportam um tímpano com dois anjos em estuque. A pintura oval do Imaculado Coração de Maria é uma cópia feita em 1848 de um original de Giovanni Battista Casanova. Na parede esquerda está uma "Fuga para o Egito" de Étienne de La Vallée Poussin (1774). À direita está uma "Sagrada Família" (1774), de Tommaso Conca (m. 1815). Finalmente, o afresco no teto é uma "Anunciação".
O braço esquerdo do transepto abriga uma estátua do "Imaculado Coração de Maria" da segunda metade do século XX. Está ali também a "Capela do Crucifixo", que abriga o túmulo de don Pirro Scavizzi (1884—1964), o padre da paróquia local entre 1919 e 1932, cuja beatificação estava em andamento em 2015.

## Galeria

Imagens da igreja
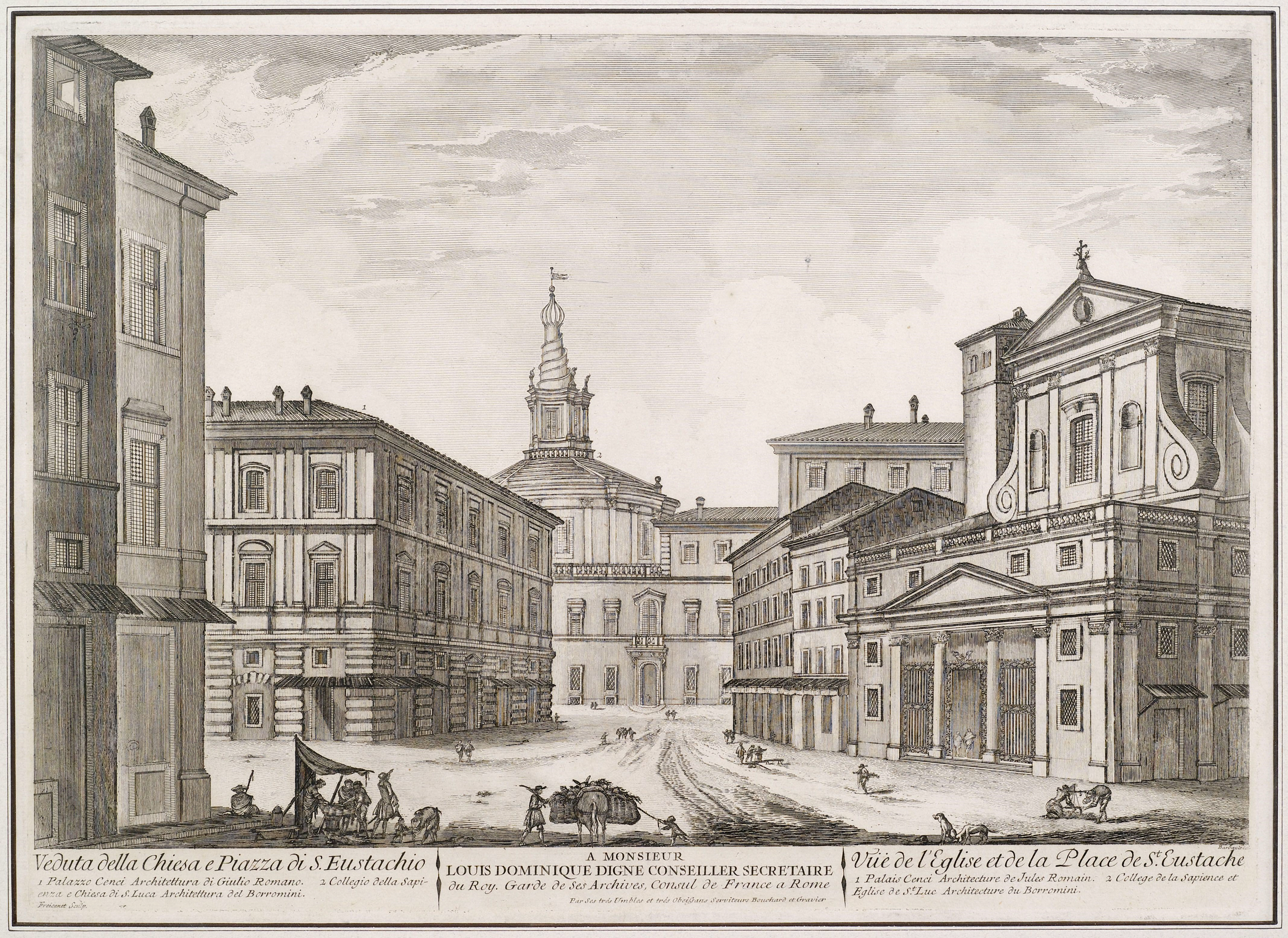
Igreja em imagem do século XVIII
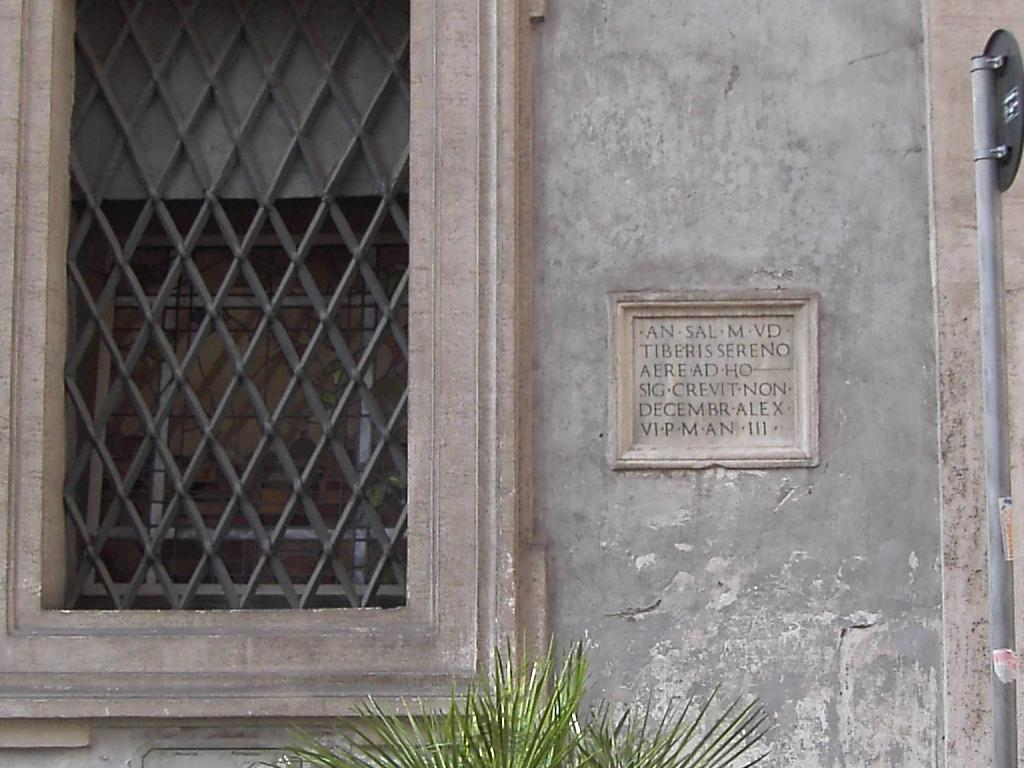
Marca da enchente de 1495 na fachada
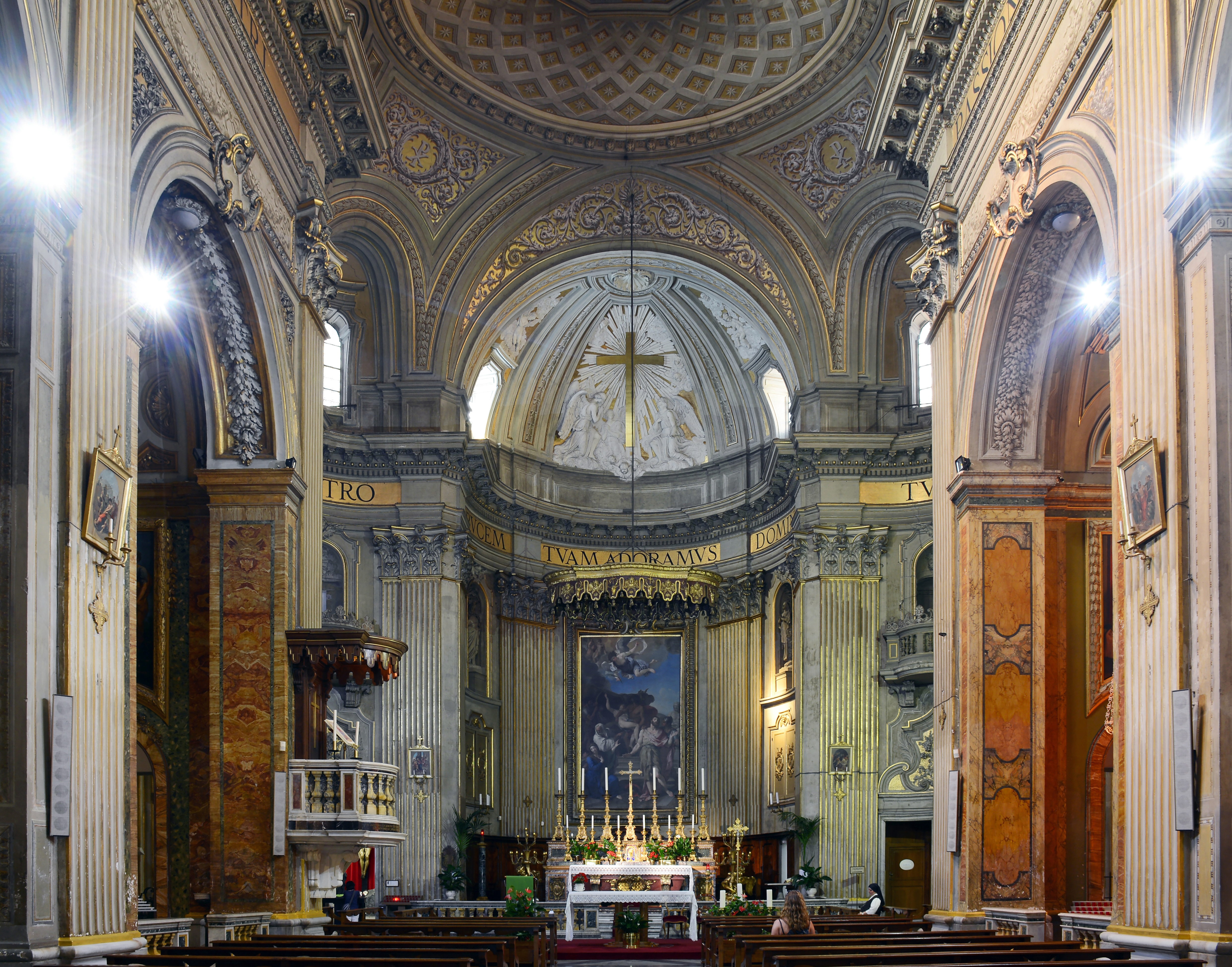
Visão geral do interior
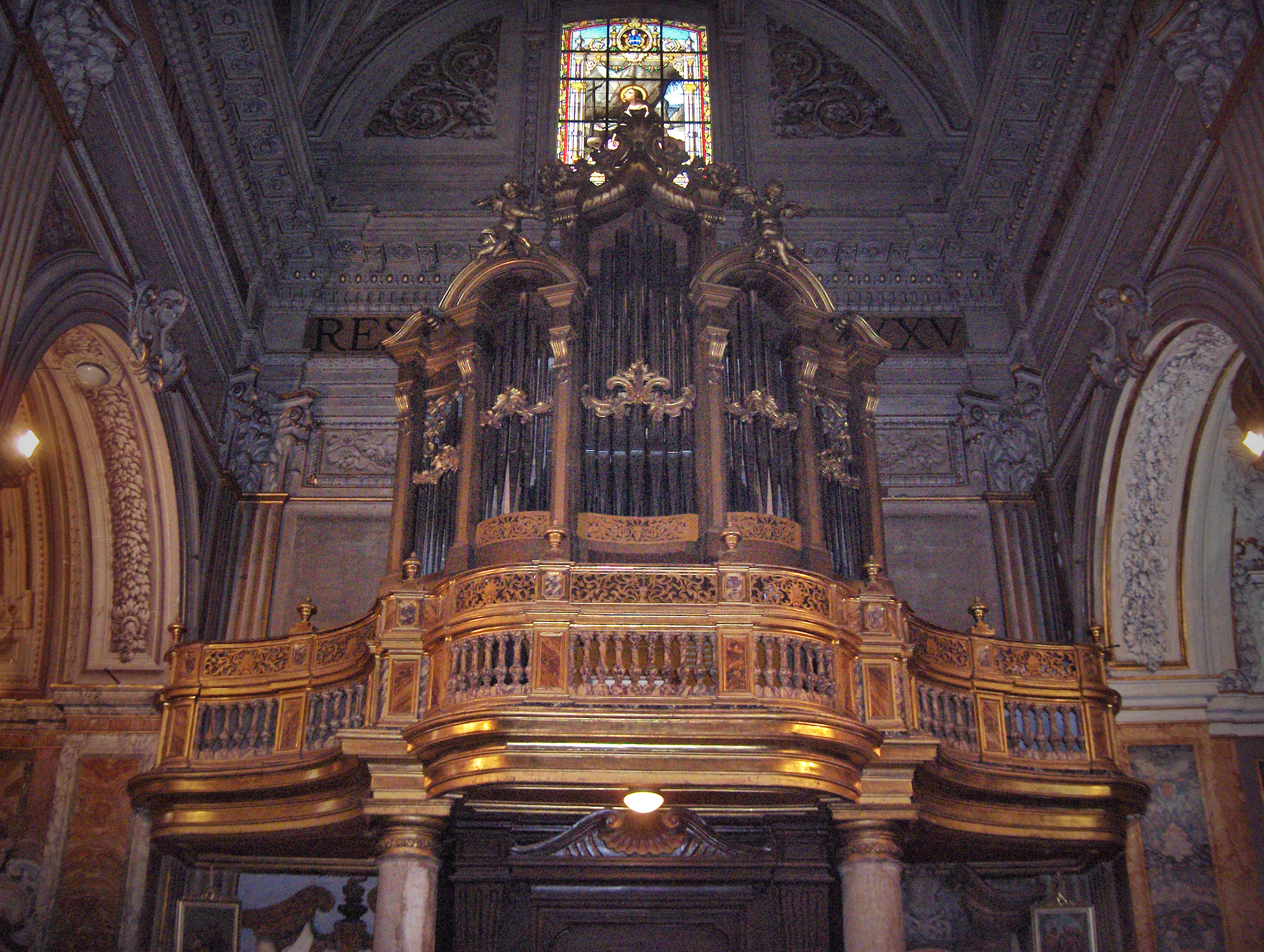
Órgão
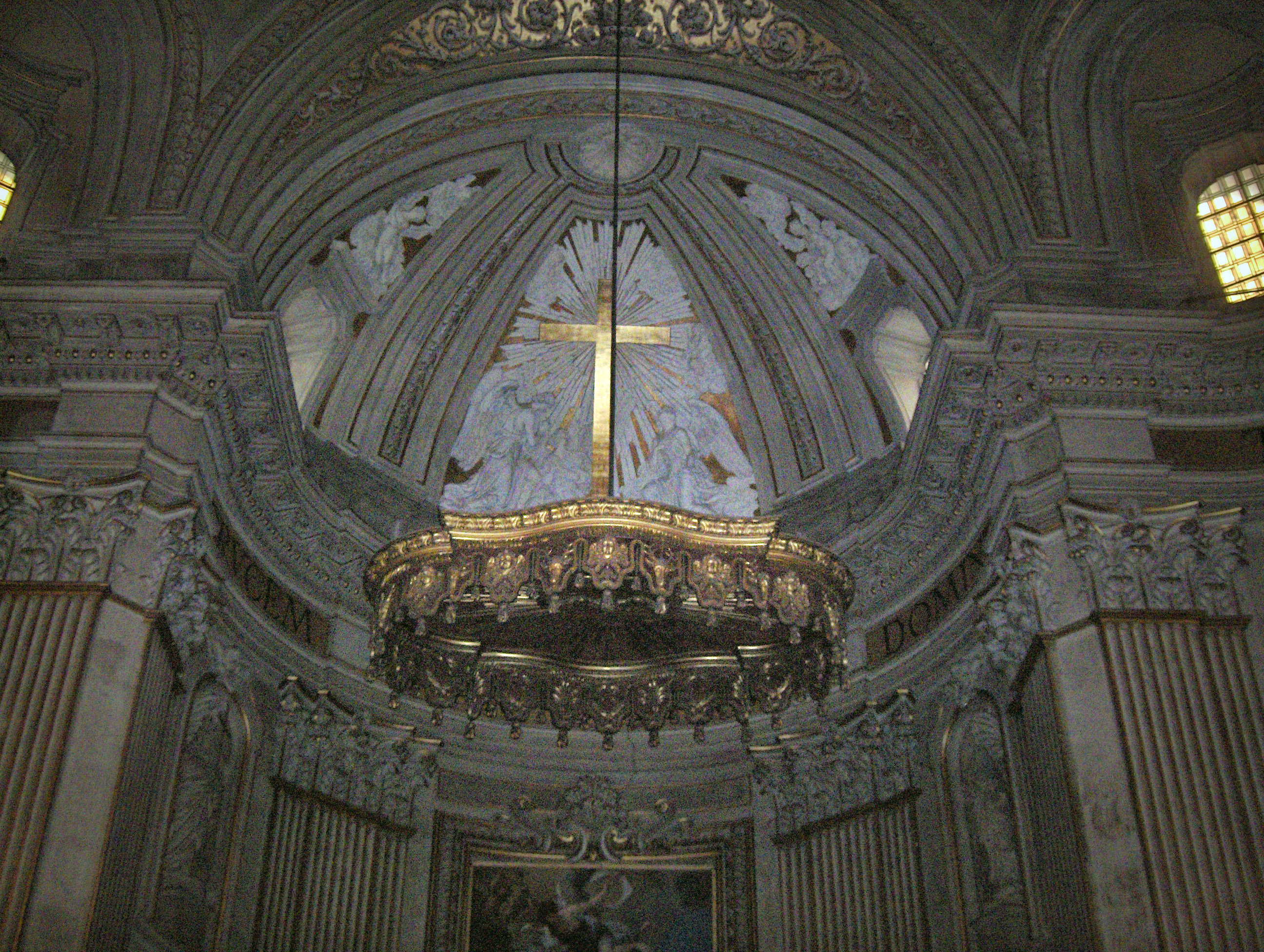
Interior da abside e lustre